# تايلور وايلد
تايلور وايلد هي مصارعة محترفة كندية، ولدت في 26 يناير 1986 في تورونتو في كندا.

## وصلات خارجية
- تايلور وايلد على موقع WrestlingData.com (الإنجليزية)
- تايلور وايلد على موقع CageMatch worker (الإنجليزية)
- تايلور وايلد على موقع قاعدة بيانات المصارعة على الإنترنت (الإنجليزية)
- تايلور وايلد على موقع عالم المصارعة على الإنترنت (الإنجليزية)
- تايلور وايلد على موقع IMDb (الإنجليزية)